# レバノン軍団
レバノン軍団（レバノンぐんだん　Lebanese Forces:LF）は、レバノンにおけるキリスト教マロン派の民兵組織・右派政党である。

## 概要
レバノン内戦中の1976年9月に、ファランヘ党創設者ピエール・ジェマイエルの次男で、有力な若手指導者であったバシール・ジェマイエルにより、同党の青年部隊や、党との権力闘争に敗れた国民解放党の民兵組織「タイガース・ミリシア」、マロン派の武装部隊（若手の神父や修道士らが参加）、さらには「杉の守護者たち」等の中小のキリスト教系民兵組織を合同させて成立した。
1976年5月以来内戦に介入するシリアにファランヘ党は反発する姿勢を示し、フェニキア主義を主張したが、反シリア・反PLO・親イスラエルの急先鋒であったバシールはマロン派の若者層にカリスマ的人気があり、次第に党指導部との意見が相違し始めたため分派した。その立場からイスラエルとも強いつながりを持っており、同国は軍事顧問を派遣するなど強力に支援した。1982年のイスラエルによるレバノン侵攻作戦では、レバノン軍団は自由レバノン軍などと共にイスラエル国防軍の補助部隊としての役割を担った。内戦では同じキリスト教のアッシリア人民族主義を掲げるシュラーヤ党やダシナク党とも連携していた。
しかし、1983年9月に大統領当選直後にバシールがLF本部にて演説中、仕掛けられた爆弾により就任前に暗殺されると、有力な指導者を欠くようになり、幹部であるエリー・ホベイカらが率いる部隊によって、報復としてパレスチナ難民キャンプでの虐殺事件（サブラー・シャティーラ事件）が発生する。組織自体も国軍と共に参加した「山岳戦争」で大きな損失を蒙った。ホベイカは後に親シリアとなり、組織内で地位を向上させていくが、バシールの後継者であるサミール・ジャアジャアと反目するようになり、LFは分裂状態に陥る。結果としてホベイカの追放に成功するが、組織は弱体化。1989年には一時は同盟を組んでいたミシェル・アウン大将率いる国軍と衝突し、損耗を深めた。1990年に内戦がシリアの制圧によって終結すると、ジャアジャアはLFを政党化するが、1994年に教会爆破事件に関わった疑いで逮捕・収監され、LF自体も非合法化された。
2005年のラフィーク・ハリーリー元首相暗殺に伴って発生した杉の革命で、シリア軍がレバノンから撤退すると、ジャアジャアは釈放され、党首として復帰した。現在は、ファランヘ党などと共に反シリア・イラン派の野党連合「3月14日連合」の一角を占めている。